# Templul Soarelui din Beijing

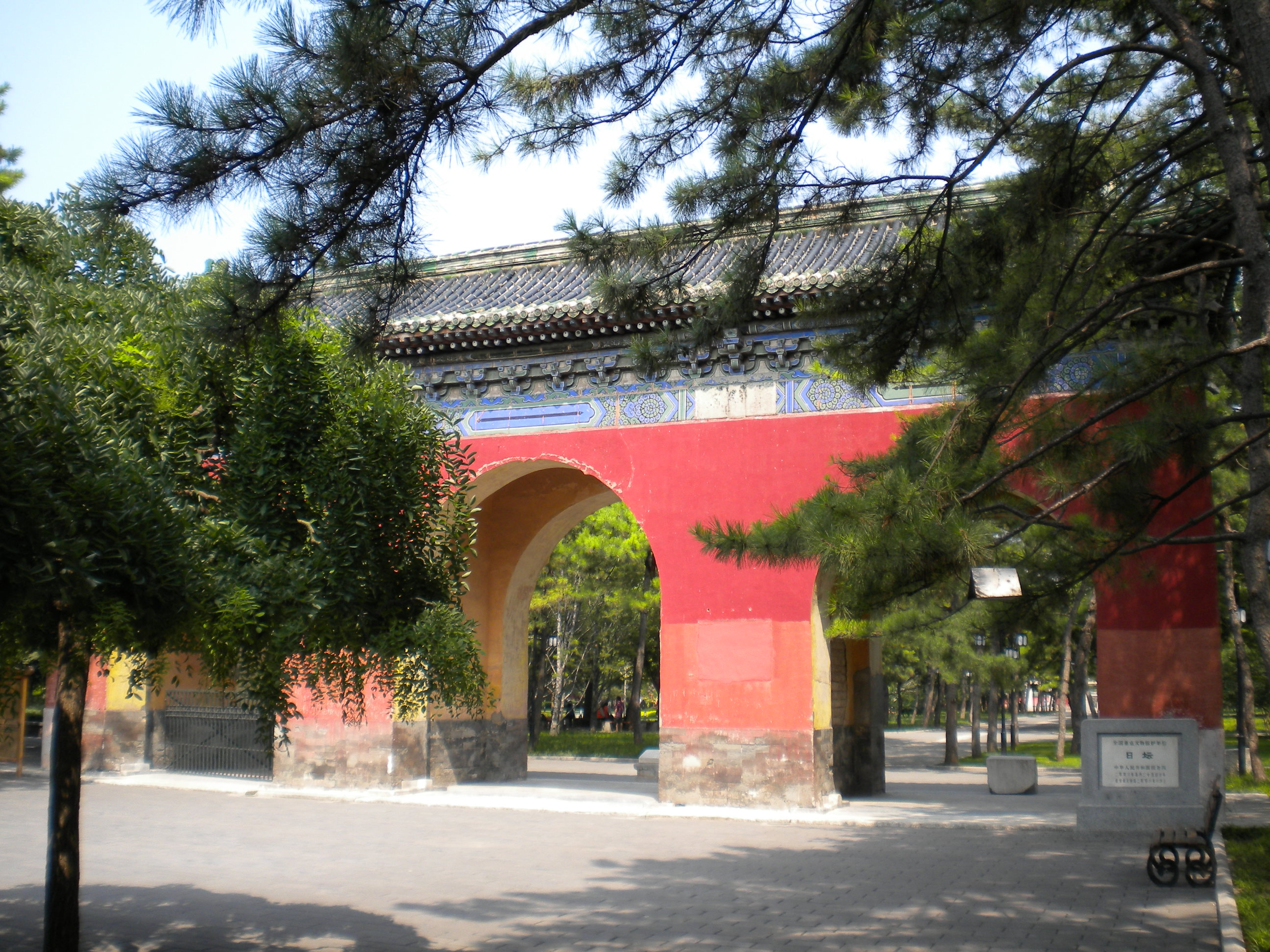
Poarta Sfântă de Vest

Ritan (în chineză simplificată: 日坛; chineză tradițională: 日壇; pinyin: Rìtán, literalmente Templul Soarelui) este un fost templu, actualmente parc public situat în Districtul Chaoyang, Beijing, China, în zona Jianguomen. Cea mai apropiată stație a metroului din Beijing este Yong'anli de pe linia 1 a metroului. Parcul găzduia inițial Templul Soarelui, un altar construit în 1530 la sfârșitul Dinastiei Ming.

## Istoric
Altarul a fost construit în 1530, la sfârșitul dinastiei Ming, pentru utilizarea în sacrificiul ritualic pentru soare de către Împăratul Chinei. Altarul original dedicat Soarelui era un podium de formă dreptunghiulară, realizat din piatră de culoare albă, acoperit cu glazură roșie, cu patru scări (la nord, est, sud și vest), fiecare cu nouă trepte de 18,3 metri în lățime și lungime și 2,1 metri în înălțime. Templul a fost distrus și ulterior restaurat pentru a fi redeschis în 1556 pentru public.
La intrarea în templu, împărații treceau prin Poarta Cerească de Vest și mergeau de-a lungul Drumului Sacru, care ducea la altarul soarelui.
Templul a fost abandonat în anul 1911. Parcul său a fost redenumit Ritan (sau Ri Tan) în 1949 și a fost redeschis în anul 1951. În 1970, Parcul Ritan a devenit parte a cartierului de ambasade al orașului. În anii 1980, parcul a fost restaurat și extins spre sud cu grădina Quchi Shengchun (sau grădina Yuxin). Totodată, a fost instalată o pictură murală dedicată Soarelui pentru a comemora politicile lui Deng Xiaoping și sfârșitul politicilor maoiste.
În timpul Jocurilor Olimpice de vară din 2008, a fost ales ca una dintre cele trei zone de protest agreate de autorități.

## Descriere
Zona dimprejurul templului Ritan este acum parc public, fiind format din grădini mari și un lac mic. În partea opusă a orașului Beijing, la vest, se află Templul Lunii, în Fuchengmen. În parc există un monument al Prieteniei sino-japoneze, dar este greu de identificat deoarece nu este bine indicat.
Shen Ku și Shen Chu este locul unde au fost găsite tabletele din templu. Pavilionul Qinghui este punctul cel mai înalt, care oferă o vedere panoramică asupra parcului. Sub pavilion se află un iaz cu stânci, o cafenea (Cafeneaua Bărcii de Piatră) și foarte mulți lotuși. Mulți oameni vizitează parcul dimineața pentru a practica Tai Chi sau alte forme de exerciții fizice sau spirituale.
Accesul în parc este gratuit și permis 24 de ore pe zi. În interiorul parcului sunt disponibile restaurante și tarabe cu gustări.